# Lista över fornlämningar i Upplands Väsby kommun
Lista över fornlämningar i Upplands Väsby kommun är en förteckning av ett urval av de fornlämningar som finns i Upplands Väsby kommun.

## Ed
| Namn                          | Lämningstyp                      | Tillkomsttid | Historisk indelning | Plats    | Läge                 | ID-nr          | Bild                                      |
| ----------------------------- | -------------------------------- | ------------ | ------------------- | -------- | -------------------- | -------------- | ----------------------------------------- |
| Runsa skeppssättning (Ed 1:1) | Gravfält                         |              | Ed, Uppland         |          | 59.563715, 17.831695 | 10001200010001 | Ladda upp en till bild av detta fornminne |
| Runsa borg (Ed 2:1)           | Fornborg                         |              | Ed, Uppland         |          | 59.566526, 17.828184 | 10001200020001 | Ladda upp en till bild av detta fornminne |
| Ed 2:2                        | Husgrund, förhistorisk/medeltida |              | Ed, Uppland         |          | 59.565987, 17.828326 | 10001200020002 | Ladda upp en bild av detta fornminne      |
| Ed 3:1                        | Stensättning                     |              | Ed, Uppland         |          | 59.564942, 17.829493 | 10001200030001 | Ladda upp en bild av detta fornminne      |
| Ed 3:3                        | Grav markerad av sten/block      |              | Ed, Uppland         |          | 59.564656, 17.829475 | 10001200030003 | Ladda upp en bild av detta fornminne      |
| Ed 5:1                        | Gravfält                         |              | Ed, Uppland         |          | 59.553165, 17.813542 | 10001200050001 | Ladda upp en bild av detta fornminne      |
| Ed 8:1                        | Stensättning                     |              | Ed, Uppland         |          | 59.551977, 17.862200 | 10001200080001 | Ladda upp en bild av detta fornminne      |
| Ed 9:1                        | Gravfält                         |              | Ed, Uppland         |          | 59.552552, 17.862456 | 10001200090001 | Ladda upp en bild av detta fornminne      |
| Ed 13:1                       | Stensättning                     |              | Ed, Uppland         |          | 59.544980, 17.876274 | 10001200130001 | Ladda upp en bild av detta fornminne      |
| Ed 15:1                       | Gravfält                         |              | Ed, Uppland         |          | 59.544095, 17.878837 | 10001200150001 | Ladda upp en bild av detta fornminne      |
| Ed 16:1                       | Stensättning                     |              | Ed, Uppland         |          | 59.542884, 17.876436 | 10001200160001 | Ladda upp en bild av detta fornminne      |
| Ed 16:2                       | Stensättning                     |              | Ed, Uppland         |          | 59.542527, 17.876127 | 10001200160002 | Ladda upp en bild av detta fornminne      |
| Ed 17:1                       | Stensättning                     |              | Ed, Uppland         |          | 59.543067, 17.877457 | 10001200170001 | Ladda upp en bild av detta fornminne      |
| Ed 18:1                       | Stensättning                     |              | Ed, Uppland         |          | 59.542207, 17.876449 | 10001200180001 | Ladda upp en bild av detta fornminne      |
| Ed 18:2                       | Stensättning                     |              | Ed, Uppland         |          | 59.541916, 17.876176 | 10001200180002 | Ladda upp en bild av detta fornminne      |
| Ed 19:1                       | Stensättning                     |              | Ed, Uppland         |          | 59.540791, 17.873235 | 10001200190001 | Ladda upp en bild av detta fornminne      |
| Ed 23:1                       | Gravfält                         |              | Ed, Uppland         |          | 59.540662, 17.879025 | 10001200230001 | Ladda upp en bild av detta fornminne      |
| Ed 24:1                       | Röse                             |              | Ed, Uppland         |          | 59.540352, 17.876196 | 10001200240001 | Ladda upp en bild av detta fornminne      |
| Ed 24:2                       | Stensättning                     |              | Ed, Uppland         |          | 59.540561, 17.875911 | 10001200240002 | Ladda upp en bild av detta fornminne      |
| Ed 24:3                       | Stensättning                     |              | Ed, Uppland         |          | 59.540688, 17.876244 | 10001200240003 | Ladda upp en bild av detta fornminne      |
| Ed 24:4                       | Stensättning                     |              | Ed, Uppland         |          | 59.540767, 17.876489 | 10001200240004 | Ladda upp en bild av detta fornminne      |
| Ed 25:1                       | Stensättning                     |              | Ed, Uppland         |          | 59.531673, 17.874241 | 10001200250001 | Ladda upp en bild av detta fornminne      |
| 2) Vaxmyra (Ed 30:1)          | Stensättning                     |              | Ed, Uppland         |          | 59.531124, 17.877785 | 10001200300001 | Ladda upp en bild av detta fornminne      |
| Ed 31:1                       | Stensättning                     |              | Ed, Uppland         |          | 59.535040, 17.877032 | 10001200310001 | Ladda upp en bild av detta fornminne      |
| Ed 31:2                       | Stensättning                     |              | Ed, Uppland         |          | 59.535109, 17.875909 | 10001200310002 | Ladda upp en bild av detta fornminne      |
| Ed 31:3                       | Stensättning                     |              | Ed, Uppland         |          | 59.535462, 17.876937 | 10001200310003 | Ladda upp en bild av detta fornminne      |
| Ed 31:4                       | Stensättning                     |              | Ed, Uppland         |          | 59.535670, 17.877652 | 10001200310004 | Ladda upp en bild av detta fornminne      |
| Ed 31:5                       | Stensättning                     |              | Ed, Uppland         |          | 59.535245, 17.876457 | 10001200310005 | Ladda upp en bild av detta fornminne      |
| Ed 33:1                       | Gravfält                         |              | Ed, Uppland         |          | 59.522833, 17.886762 | 10001200330001 | Ladda upp en bild av detta fornminne      |
| Ed 37:1                       | Stensättning                     |              | Ed, Uppland         |          | 59.520599, 17.869375 | 10001200370001 | Ladda upp en bild av detta fornminne      |
| Ed 38:1                       | Stensättning                     |              | Ed, Uppland         |          | 59.528168, 17.873341 | 10001200380001 | Ladda upp en bild av detta fornminne      |
| Ed 39:1                       | Stensättning                     |              | Ed, Uppland         |          | 59.519783, 17.882989 | 10001200390001 | Ladda upp en bild av detta fornminne      |
| Ed 42:1                       | Stensättning                     |              | Ed, Uppland         |          | 59.517303, 17.868803 | 10001200420001 | Ladda upp en bild av detta fornminne      |
| Ed 42:2                       | Stensättning                     |              | Ed, Uppland         |          | 59.517374, 17.869061 | 10001200420002 | Ladda upp en bild av detta fornminne      |
| Ed 42:3                       | Stensättning                     |              | Ed, Uppland         |          | 59.517358, 17.869377 | 10001200420003 | Ladda upp en bild av detta fornminne      |
| Ed 44:1                       | Stensättning                     |              | Ed, Uppland         |          | 59.516996, 17.877533 | 10001200440001 | Ladda upp en bild av detta fornminne      |
| Ed 44:2                       | Stensättning                     |              | Ed, Uppland         |          | 59.516884, 17.878189 | 10001200440002 | Ladda upp en bild av detta fornminne      |
| U 114 (Ed 45:1)               | Runristning                      |              | Ed, Uppland         |          | 59.524896, 17.900341 | 10001200450001 | Ladda upp en till bild av detta fornminne |
| Ed 47:1                       | Gravfält                         |              | Ed, Uppland         |          | 59.518667, 17.896054 | 10001200470001 | Ladda upp en bild av detta fornminne      |
| Ed 48:1                       | Gravfält                         |              | Ed, Uppland         |          | 59.516960, 17.893727 | 10001200480001 | Ladda upp en till bild av detta fornminne |
| Ed 49:1                       | Gravfält                         |              | Ed, Uppland         |          | 59.517834, 17.890748 | 10001200490001 | Ladda upp en bild av detta fornminne      |
| Helgedomsbacken (Ed 53:1)     | Gravfält                         |              | Ed, Uppland         |          | 59.514742, 17.878574 | 10001200530001 | Ladda upp en bild av detta fornminne      |
| Ed 54:1                       | Stensättning                     |              | Ed, Uppland         |          | 59.514692, 17.870793 | 10001200540001 | Ladda upp en bild av detta fornminne      |
| Ed 54:2                       | Stensättning                     |              | Ed, Uppland         |          | 59.514579, 17.870706 | 10001200540002 | Ladda upp en bild av detta fornminne      |
| Ed 55:1                       | Gravfält                         |              | Ed, Uppland         |          | 59.507883, 17.866340 | 10001200550001 | Ladda upp en bild av detta fornminne      |
| Ed 56:1                       | Stensättning                     |              | Ed, Uppland         |          | 59.510750, 17.882115 | 10001200560001 | Ladda upp en bild av detta fornminne      |
| U 106 (Ed 57:1)               | Runristning                      |              | Ed, Uppland         |          | 59.512653, 17.886389 | 10001200570001 | Ladda upp en till bild av detta fornminne |
| U 118 (Ed 60:1)               | Runristning                      |              | Ed, Uppland         |          | 59.504241, 17.891910 | 10001200600001 | Ladda upp en till bild av detta fornminne |
| Ed 61:1                       | Stensättning                     |              | Ed, Uppland         |          | 59.504132, 17.894490 | 10001200610001 | Ladda upp en bild av detta fornminne      |
| Ed 62:1                       | Gravfält                         |              | Ed, Uppland         |          | 59.502799, 17.899688 | 10001200620001 | Ladda upp en bild av detta fornminne      |
| Ed 62:2                       | Runristning                      |              | Ed, Uppland         | Älvsunda | 59.502703, 17.899994 | 10001200620002 | Ladda upp en till bild av detta fornminne |
| Ed 62:3                       | Runristning                      |              | Ed, Uppland         | Älvsunda | 59.502723, 17.899776 | 10001200620003 | Ladda upp en till bild av detta fornminne |
| Ed 65:1                       | Stensättning                     |              | Ed, Uppland         |          | 59.498880, 17.903352 | 10001200650001 | Ladda upp en bild av detta fornminne      |
| U 107 (Ed 67:1)               | Runristning                      |              | Ed, Uppland         | Antuna   | 59.494344, 17.888853 | 10001200670001 | Ladda upp en till bild av detta fornminne |
| U 119 (Ed 67:2)               | Runristning                      |              | Ed, Uppland         | Antuna   | 59.494061, 17.888711 | 10001200670002 | Ladda upp en till bild av detta fornminne |
| Ed 69:1                       | Stensättning                     |              | Ed, Uppland         |          | 59.495634, 17.894128 | 10001200690001 | Ladda upp en bild av detta fornminne      |
| Ed 70:1                       | Gravfält                         |              | Ed, Uppland         |          | 59.495385, 17.893322 | 10001200700001 | Ladda upp en bild av detta fornminne      |
| Ed 72:1                       | Gravfält                         |              | Ed, Uppland         |          | 59.495251, 17.882425 | 10001200720001 | Ladda upp en bild av detta fornminne      |
| Ed 72:2                       | Stensättning                     |              | Ed, Uppland         |          | 59.495698, 17.880406 | 10001200720002 | Ladda upp en bild av detta fornminne      |
| Ed 73:1                       | Runristningar U 112              |              | Ed, Uppland         |          | koordinater saknas   | 10001201180005 | Ladda upp en till bild av detta fornminne |
| Hästkullen (Ed 74:1)          | Gravfält                         |              | Ed, Uppland         |          | 59.493326, 17.876869 | 10001200740001 | Ladda upp en bild av detta fornminne      |
| U 108 (Ed 75:1)               | Runristning                      |              | Ed, Uppland         |          | 59.494099, 17.881678 | 10001200750001 | Ladda upp en bild av detta fornminne      |
| U 108 (fragment) (Ed 75:2)    | Runristning                      |              | Ed, Uppland         |          | 59.493993, 17.881778 | 10001200750002 | Ladda upp en bild av detta fornminne      |
| Ed 78:1                       | Stensättning                     |              | Ed, Uppland         |          | 59.491846, 17.877527 | 10001200780001 | Ladda upp en bild av detta fornminne      |
| Ed 78:3                       | Hög                              |              | Ed, Uppland         |          | 59.491808, 17.877718 | 10001200780003 | Ladda upp en bild av detta fornminne      |
| Domarkullen (Ed 79:1)         | Gravfält                         |              | Ed, Uppland         |          | 59.490273, 17.877759 | 10001200790001 | Ladda upp en bild av detta fornminne      |
| Ed 80:1                       | Gravfält                         |              | Ed, Uppland         |          | 59.490774, 17.873438 | 10001200800001 | Ladda upp en bild av detta fornminne      |
| Ed 81:1                       | Stensättning                     |              | Ed, Uppland         |          | 59.496155, 17.872221 | 10001200810001 | Ladda upp en bild av detta fornminne      |
| Dombacken (Ed 83:1)           | Gravfält                         |              | Ed, Uppland         |          | 59.485522, 17.852842 | 10001200830001 | Ladda upp en bild av detta fornminne      |
| Ed 86:1                       | Stensättning                     |              | Ed, Uppland         |          | 59.488485, 17.861194 | 10001200860001 | Ladda upp en bild av detta fornminne      |
| Ed 86:2                       | Stensättning                     |              | Ed, Uppland         |          | 59.488363, 17.861453 | 10001200860002 | Ladda upp en bild av detta fornminne      |
| Ed 86:3                       | Stensättning                     |              | Ed, Uppland         |          | 59.488803, 17.861469 | 10001200860003 | Ladda upp en bild av detta fornminne      |
| Ed 88:1                       | Stensättning                     |              | Ed, Uppland         |          | 59.485001, 17.866296 | 10001200880001 | Ladda upp en bild av detta fornminne      |
| Ed 95:1                       | Stensättning                     |              | Ed, Uppland         |          | 59.510126, 17.886274 | 10001200950001 | Ladda upp en bild av detta fornminne      |
| Ed 96:1                       | Gravfält                         |              | Ed, Uppland         |          | 59.511150, 17.887243 | 10001200960001 | Ladda upp en bild av detta fornminne      |
| Ed 97:1                       | Stensättning                     |              | Ed, Uppland         |          | 59.510902, 17.888040 | 10001200970001 | Ladda upp en bild av detta fornminne      |
| Ed 98:1                       | Gravfält                         |              | Ed, Uppland         |          | 59.512178, 17.889580 | 10001200980001 | Ladda upp en bild av detta fornminne      |
| Ed 99:1                       | Gravfält                         |              | Ed, Uppland         |          | 59.497349, 17.884695 | 10001200990001 | Ladda upp en bild av detta fornminne      |
| Ed 100:1                      | Stensättning                     |              | Ed, Uppland         |          | 59.504149, 17.903015 | 10001201000001 | Ladda upp en bild av detta fornminne      |
| Ed 100:2                      | Stensättning                     |              | Ed, Uppland         |          | 59.504026, 17.903201 | 10001201000002 | Ladda upp en bild av detta fornminne      |
| Ed 108:1                      | Stensättning                     |              | Ed, Uppland         |          | 59.490441, 17.902785 | 10001201080001 | Ladda upp en bild av detta fornminne      |
| Ed 109:1                      | Gravfält                         |              | Ed, Uppland         |          | 59.498739, 17.908461 | 10001201090001 | Ladda upp en bild av detta fornminne      |
| Ed 112:1                      | Stensättning                     |              | Ed, Uppland         |          | 59.489085, 17.879836 | 10001201120001 | Ladda upp en bild av detta fornminne      |
| Ed 114:1                      | Stensättning                     |              | Ed, Uppland         |          | 59.563303, 17.819329 | 10001201140001 | Ladda upp en bild av detta fornminne      |
| Ed 114:2                      | Grav markerad av sten/block      |              | Ed, Uppland         |          | 59.563164, 17.819468 | 10001201140002 | Ladda upp en bild av detta fornminne      |
| Ed 115:1                      | Stensättning                     |              | Ed, Uppland         |          | 59.500174, 17.893853 | 10001201150001 | Ladda upp en bild av detta fornminne      |
| U ATA5735/59 (Ed 118:5)       | Runristning                      |              | Ed, Uppland         |          | 59.507907, 17.868135 | 10001201180005 | Ladda upp en bild av detta fornminne      |
| Ed 119:1                      | Stensättning                     |              | Ed, Uppland         |          | 59.486749, 17.908238 | 10001201190001 | Ladda upp en bild av detta fornminne      |
| Ed 119:3                      | Stensättning                     |              | Ed, Uppland         |          | 59.486346, 17.908248 | 10001201190003 | Ladda upp en bild av detta fornminne      |
| Ed 132:1                      | Röse                             |              | Ed, Uppland         |          | 59.564547, 17.834424 | 10001201320001 | Ladda upp en bild av detta fornminne      |
| Ed 137:1                      | Stensättning                     |              | Ed, Uppland         |          | 59.507049, 17.820161 | 10001201370001 | Ladda upp en bild av detta fornminne      |
| Ed 137:2                      | Stensättning                     |              | Ed, Uppland         |          | 59.507422, 17.820902 | 10001201370002 | Ladda upp en bild av detta fornminne      |
| Ed 141:1                      | Stensättning                     |              | Ed, Uppland         |          | 59.539857, 17.875131 | 10001201410001 | Ladda upp en bild av detta fornminne      |
| Ed 143:1                      | Stensättning                     |              | Ed, Uppland         |          | 59.536104, 17.872162 | 10001201430001 | Ladda upp en bild av detta fornminne      |
| Ed 143:2                      | Stensättning                     |              | Ed, Uppland         |          | 59.535982, 17.872039 | 10001201430002 | Ladda upp en bild av detta fornminne      |
| Ed 143:3                      | Stensättning                     |              | Ed, Uppland         |          | 59.535854, 17.872068 | 10001201430003 | Ladda upp en bild av detta fornminne      |
| Ed 144:1                      | Stensättning                     |              | Ed, Uppland         |          | 59.525008, 17.889578 | 10001201440001 | Ladda upp en bild av detta fornminne      |
| Ed 146:1                      | Stensättning                     |              | Ed, Uppland         |          | 59.512456, 17.847289 | 10001201460001 | Ladda upp en bild av detta fornminne      |
| U 115 (Ed 148:1)              | Runristning                      |              | Ed, Uppland         |          | 59.51938, 17.89444   | 10001201480001 | Ladda upp en till bild av detta fornminne |
| Ed 149:1                      | Ristning, medeltid/historisk tid |              | Ed, Uppland         |          | 59.524377, 17.899547 | 10001201490001 | Ladda upp en bild av detta fornminne      |
| Ed 150:1                      | Stensättning                     |              | Ed, Uppland         |          | 59.525119, 17.847423 | 10001201500001 | Ladda upp en bild av detta fornminne      |
| Ed 155:1                      | Stensättning                     |              | Ed, Uppland         |          | 59.500635, 17.905370 | 10001201550001 | Ladda upp en bild av detta fornminne      |
| Ed 158:1                      | Stensättning                     |              | Ed, Uppland         |          | 59.488663, 17.849048 | 10001201580001 | Ladda upp en bild av detta fornminne      |
| Ed 173:1                      | Stensättning                     |              | Ed, Uppland         |          | 59.505294, 17.904153 | 10001201730001 | Ladda upp en bild av detta fornminne      |
| Ed 175                        | Stensättning                     |              | Ed, Uppland         |          | 59.486288, 17.857922 | 12000000000724 | Ladda upp en bild av detta fornminne      |
| Ed 183                        | Stensättning                     |              | Ed, Uppland         |          | 59.511142, 17.812202 | 12000000128446 | Ladda upp en bild av detta fornminne      |
| Ed 201                        | Stensättning                     |              | Ed, Uppland         |          | 59.518486, 17.896205 | 12000000135615 | Ladda upp en bild av detta fornminne      |
| Ed 202                        | Stensättning                     |              | Ed, Uppland         |          | 59.518424, 17.896274 | 12000000135616 | Ladda upp en bild av detta fornminne      |
| Ed 208                        | Stensättning                     |              | Ed, Uppland         |          | 59.519253, 17.896683 | 12000000135622 | Ladda upp en bild av detta fornminne      |
| Ed 209                        | Stensättning                     |              | Ed, Uppland         |          | 59.519581, 17.896554 | 12000000135623 | Ladda upp en bild av detta fornminne      |
| Ed 211                        | Gravfält                         |              | Ed, Uppland         |          | 59.518755, 17.896637 | 12000000135626 | Ladda upp en bild av detta fornminne      |

## Fresta
| Namn                              | Lämningstyp                      | Tillkomsttid | Historisk indelning | Plats | Läge                 | ID-nr          | Bild                                      |
| --------------------------------- | -------------------------------- | ------------ | ------------------- | ----- | -------------------- | -------------- | ----------------------------------------- |
| U 258 (Fresta 1:1)                | Runristning                      |              | Fresta, Uppland     |       | 59.517942, 17.956719 | 10001900010001 | Ladda upp en till bild av detta fornminne |
| U 253 (del av) (Fresta 1:3)       | Runristning                      |              | Fresta, Uppland     |       | 59.517903, 17.956631 | 10001900010003 | Ladda upp en bild av detta fornminne      |
| U 259 (Fresta 1:4)                | Runristning                      |              | Fresta, Uppland     |       | 59.517884, 17.956656 | 10001900010004 | Ladda upp en till bild av detta fornminne |
| U 260 (Fresta 1:5)                | Runristning                      |              | Fresta, Uppland     |       | 59.517803, 17.956628 | 10001900010005 | Ladda upp en till bild av detta fornminne |
| U 252 (Fresta 1:6)                | Runristning                      |              | Fresta, Uppland     |       | 59.517784, 17.956729 | 10001900010006 | Ladda upp en till bild av detta fornminne |
| U 253 (del av) (Fresta 1:7)       | Runristning                      |              | Fresta, Uppland     |       | 59.517765, 17.956830 | 10001900010007 | Ladda upp en till bild av detta fornminne |
| U 254 (Fresta 1:8)                | Runristning                      |              | Fresta, Uppland     |       | 59.517765, 17.956830 | 10001900010008 | Ladda upp en till bild av detta fornminne |
| U 255 (Fresta 1:9)                | Runristning                      |              | Fresta, Uppland     |       | 59.517655, 17.957191 | 10001900010009 | Ladda upp en till bild av detta fornminne |
| U 256 (Fresta 1:10)               | Runristning                      |              | Fresta, Uppland     |       | 59.517699, 17.957222 | 10001900010010 | Ladda upp en till bild av detta fornminne |
| U Fv1959;255 (Fresta 1:11)        | Runristning                      |              | Fresta, Uppland     |       | 59.517699, 17.957222 | 10001900010011 | Ladda upp en till bild av detta fornminne |
| U Fv1959;256 (Fresta 1:12)        | Runristning                      |              | Fresta, Uppland     |       | 59.517699, 17.957222 | 10001900010012 | Ladda upp en bild av detta fornminne      |
| U 261 (Fresta 1:13)               | Runristning                      |              | Fresta, Uppland     |       | 59.518060, 17.956847 | 10001900010013 | Ladda upp en till bild av detta fornminne |
| U 257 (Fresta 2:1)                | Runristning                      |              | Fresta, Uppland     |       | 59.517843, 17.956799 | 10001900020001 | Ladda upp en till bild av detta fornminne |
| Fresta 3:1                        | Gravfält                         |              | Fresta, Uppland     |       | 59.517370, 17.959312 | 10001900030001 | Ladda upp en bild av detta fornminne      |
| Fresta 4:1                        | Röse                             |              | Fresta, Uppland     |       | 59.517515, 17.963860 | 10001900040001 | Ladda upp en till bild av detta fornminne |
| Fresta 5:1                        | Stensättning                     |              | Fresta, Uppland     |       | 59.516430, 17.961019 | 10001900050001 | Ladda upp en bild av detta fornminne      |
| Fresta 5:2                        | Stensättning                     |              | Fresta, Uppland     |       | 59.516326, 17.960928 | 10001900050002 | Ladda upp en bild av detta fornminne      |
| Fresta 6:1                        | Stensättning                     |              | Fresta, Uppland     |       | 59.509133, 17.967193 | 10001900060001 | Ladda upp en bild av detta fornminne      |
| Fresta 7:1                        | Gravfält                         |              | Fresta, Uppland     |       | 59.509089, 17.968237 | 10001900070001 | Ladda upp en bild av detta fornminne      |
| Fresta 8:1                        | Stensättning                     |              | Fresta, Uppland     |       | 59.511076, 17.957692 | 10001900080001 | Ladda upp en bild av detta fornminne      |
| Fresta 9:1                        | Stensättning                     |              | Fresta, Uppland     |       | 59.512254, 17.983013 | 10001900090001 | Ladda upp en bild av detta fornminne      |
| Fresta 10:1                       | Gravfält                         |              | Fresta, Uppland     |       | 59.506082, 17.978762 | 10001900100001 | Ladda upp en bild av detta fornminne      |
| U 269 (Fresta 10:2)               | Runristning                      |              | Fresta, Uppland     |       | 59.506181, 17.978693 | 10001900100002 | Ladda upp en bild av detta fornminne      |
| Fresta 11:1                       | Stensättning                     |              | Fresta, Uppland     |       | 59.504367, 17.970949 | 10001900110001 | Ladda upp en bild av detta fornminne      |
| Fresta 12:1                       | Gravfält                         |              | Fresta, Uppland     |       | 59.503019, 17.968553 | 10001900120001 | Ladda upp en bild av detta fornminne      |
| Fresta 13:1                       | Stensättning                     |              | Fresta, Uppland     |       | 59.505154, 17.967498 | 10001900130001 | Ladda upp en bild av detta fornminne      |
| Fresta 14:1                       | Stensättning                     |              | Fresta, Uppland     |       | 59.504441, 17.968577 | 10001900140001 | Ladda upp en bild av detta fornminne      |
| Fresta 16:1                       | Gravfält                         |              | Fresta, Uppland     |       | 59.507040, 17.956243 | 10001900160001 | Ladda upp en bild av detta fornminne      |
| Fresta 17:1                       | Stensättning                     |              | Fresta, Uppland     |       | 59.507134, 17.960210 | 10001900170001 | Ladda upp en bild av detta fornminne      |
| Fresta 18:1                       | Gravfält                         |              | Fresta, Uppland     |       | 59.508281, 17.960444 | 10001900180001 | Ladda upp en bild av detta fornminne      |
| Fresta 19:1                       | Gravfält                         |              | Fresta, Uppland     |       | 59.509948, 17.951906 | 10001900190001 | Ladda upp en bild av detta fornminne      |
| Fresta 20:1                       | Gravfält                         |              | Fresta, Uppland     |       | 59.511357, 17.949585 | 10001900200001 | Ladda upp en bild av detta fornminne      |
| Fresta 21:1                       | Gravfält                         |              | Fresta, Uppland     |       | 59.512026, 17.949550 | 10001900210001 | Ladda upp en bild av detta fornminne      |
| Fresta 25:1                       | Gravfält                         |              | Fresta, Uppland     |       | 59.517219, 17.937743 | 10001900250001 | Ladda upp en bild av detta fornminne      |
| Fresta 26:1                       | Stensättning                     |              | Fresta, Uppland     |       | 59.511560, 17.937935 | 10001900260001 | Ladda upp en bild av detta fornminne      |
| Fresta 27:1                       | Gravfält                         |              | Fresta, Uppland     |       | 59.508324, 17.933110 | 10001900270001 | Ladda upp en bild av detta fornminne      |
| Fresta 28:1                       | Stensättning                     |              | Fresta, Uppland     |       | 59.513168, 17.934657 | 10001900280001 | Ladda upp en bild av detta fornminne      |
| Fresta 29:1                       | Stensättning                     |              | Fresta, Uppland     |       | 59.513494, 17.934483 | 10001900290001 | Ladda upp en bild av detta fornminne      |
| Fresta 29:2                       | Stensättning                     |              | Fresta, Uppland     |       | 59.513543, 17.934686 | 10001900290002 | Ladda upp en bild av detta fornminne      |
| Fresta 29:3                       | Stensättning                     |              | Fresta, Uppland     |       | 59.513436, 17.934717 | 10001900290003 | Ladda upp en bild av detta fornminne      |
| Fresta 31:1                       | Röse                             |              | Fresta, Uppland     |       | 59.499815, 17.955879 | 10001900310001 | Ladda upp en bild av detta fornminne      |
| Fresta 36:1                       | Stensättning                     |              | Fresta, Uppland     |       | 59.523872, 17.945192 | 10001900360001 | Ladda upp en bild av detta fornminne      |
| Fresta 37:1                       | Hög                              |              | Fresta, Uppland     |       | 59.523480, 17.951987 | 10001900370001 | Ladda upp en bild av detta fornminne      |
| Fresta 37:2                       | Stensättning                     |              | Fresta, Uppland     |       | 59.523703, 17.951607 | 10001900370002 | Ladda upp en bild av detta fornminne      |
| Fresta 37:3                       | Hög                              |              | Fresta, Uppland     |       | 59.523755, 17.951355 | 10001900370003 | Ladda upp en bild av detta fornminne      |
| Fresta 37:4                       | Stensättning                     |              | Fresta, Uppland     |       | 59.523584, 17.951298 | 10001900370004 | Ladda upp en bild av detta fornminne      |
| Fresta 38:1                       | Gravfält                         |              | Fresta, Uppland     |       | 59.524524, 17.951067 | 10001900380001 | Ladda upp en bild av detta fornminne      |
| Fresta 39:1                       | Stensättning                     |              | Fresta, Uppland     |       | 59.524780, 17.949947 | 10001900390001 | Ladda upp en bild av detta fornminne      |
| Fresta 39:2                       | Stensättning                     |              | Fresta, Uppland     |       | 59.524511, 17.950166 | 10001900390002 | Ladda upp en bild av detta fornminne      |
| Fresta 40:1                       | Röse                             |              | Fresta, Uppland     |       | 59.525395, 17.948947 | 10001900400001 | Ladda upp en bild av detta fornminne      |
| Fresta 41:1                       | Gravfält                         |              | Fresta, Uppland     |       | 59.524133, 17.954562 | 10001900410001 | Ladda upp en bild av detta fornminne      |
| Fresta 42:1                       | Stensättning                     |              | Fresta, Uppland     |       | 59.523690, 17.954453 | 10001900420001 | Ladda upp en bild av detta fornminne      |
| Fresta 43:1                       | Stensättning                     |              | Fresta, Uppland     |       | 59.520467, 17.955028 | 10001900430001 | Ladda upp en bild av detta fornminne      |
| Kvarnbacken / U 266 (Fresta 44:1) | Runristning                      |              | Fresta, Uppland     |       | 59.523261, 17.967869 | 10001900440001 | Ladda upp en till bild av detta fornminne |
| Fresta 45:1                       | Gravfält                         |              | Fresta, Uppland     |       | 59.522173, 17.973495 | 10001900450001 | Ladda upp en bild av detta fornminne      |
| Fresta 46:1                       | Gravfält                         |              | Fresta, Uppland     |       | 59.521307, 17.977501 | 10001900460001 | Ladda upp en bild av detta fornminne      |
| Fresta 47:1                       | Gravfält                         |              | Fresta, Uppland     |       | 59.522166, 17.977900 | 10001900470001 | Ladda upp en bild av detta fornminne      |
| Fresta 48:1                       | Stensättning                     |              | Fresta, Uppland     |       | 59.524127, 17.978550 | 10001900480001 | Ladda upp en bild av detta fornminne      |
| Fresta 49:1                       | Gravfält                         |              | Fresta, Uppland     |       | 59.526409, 17.993160 | 10001900490001 | Ladda upp en bild av detta fornminne      |
| Fresta 51:1                       | Gravfält                         |              | Fresta, Uppland     |       | 59.523626, 17.993120 | 10001900510001 | Ladda upp en bild av detta fornminne      |
| Fresta 53:1                       | Gravfält                         |              | Fresta, Uppland     |       | 59.523423, 17.998393 | 10001900530001 | Ladda upp en bild av detta fornminne      |
| U 265 (Fresta 55:1)               | Runristning                      |              | Fresta, Uppland     |       | 59.518380, 17.976177 | 10001900550001 | Ladda upp en till bild av detta fornminne |
| Fresta 56:1                       | Grav- och boplatsområde          |              | Fresta, Uppland     |       | 59.519991, 18.008143 | 10001900560001 | Ladda upp en bild av detta fornminne      |
| Fresta 57:1                       | Gravfält                         |              | Fresta, Uppland     |       | 59.519468, 18.012184 | 10001900570001 | Ladda upp en bild av detta fornminne      |
| Fresta 58:1                       | Stensättning                     |              | Fresta, Uppland     |       | 59.515708, 18.011712 | 10001900580001 | Ladda upp en bild av detta fornminne      |
| Fresta 60:1                       | Röse                             |              | Fresta, Uppland     |       | 59.524095, 18.000223 | 10001900600001 | Ladda upp en bild av detta fornminne      |
| Fresta 61:1                       | Gravfält                         |              | Fresta, Uppland     |       | 59.516726, 18.005280 | 10001900610001 | Ladda upp en bild av detta fornminne      |
| Fresta 62:1                       | Gravfält                         |              | Fresta, Uppland     |       | 59.513196, 18.005801 | 10001900620001 | Ladda upp en bild av detta fornminne      |
| Asphagen (Fresta 64:1)            | Gravfält                         |              | Fresta, Uppland     |       | 59.513753, 17.996982 | 10001900640001 | Ladda upp en bild av detta fornminne      |
| Fresta 65:1                       | Stensättning                     |              | Fresta, Uppland     |       | 59.513937, 17.993435 | 10001900650001 | Ladda upp en bild av detta fornminne      |
| Fresta 66:1                       | Stensättning                     |              | Fresta, Uppland     |       | 59.512527, 17.988395 | 10001900660001 | Ladda upp en bild av detta fornminne      |
| Fresta 66:2                       | Stensättning                     |              | Fresta, Uppland     |       | 59.512468, 17.988377 | 10001900660002 | Ladda upp en bild av detta fornminne      |
| Fresta 67:1                       | Röse                             |              | Fresta, Uppland     |       | 59.512985, 17.989210 | 10001900670001 | Ladda upp en bild av detta fornminne      |
| Fresta 67:2                       | Stensättning                     |              | Fresta, Uppland     |       | 59.512953, 17.989568 | 10001900670002 | Ladda upp en bild av detta fornminne      |
| Fresta 67:3                       | Stensättning                     |              | Fresta, Uppland     |       | 59.512817, 17.989382 | 10001900670003 | Ladda upp en bild av detta fornminne      |
| Fresta 68:1                       | Stensättning                     |              | Fresta, Uppland     |       | 59.510679, 17.994360 | 10001900680001 | Ladda upp en bild av detta fornminne      |
| Fresta 70:1                       | Grav markerad av sten/block      |              | Fresta, Uppland     |       | 59.511806, 18.003891 | 10001900700001 | Ladda upp en bild av detta fornminne      |
| Fresta 70:2                       | Grav markerad av sten/block      |              | Fresta, Uppland     |       | 59.511793, 18.003685 | 10001900700002 | Ladda upp en bild av detta fornminne      |
| Fresta 70:3                       | Grav markerad av sten/block      |              | Fresta, Uppland     |       | 59.511652, 18.003840 | 10001900700003 | Ladda upp en bild av detta fornminne      |
| Fresta 70:4                       | Stensättning                     |              | Fresta, Uppland     |       | 59.511647, 18.003620 | 10001900700004 | Ladda upp en bild av detta fornminne      |
| Fresta 70:5                       | Stensättning                     |              | Fresta, Uppland     |       | 59.512178, 18.003984 | 10001900700005 | Ladda upp en bild av detta fornminne      |
| Fresta 71:1                       | Stensättning                     |              | Fresta, Uppland     |       | 59.508562, 18.004772 | 10001900710001 | Ladda upp en bild av detta fornminne      |
| Fresta 71:2                       | Stensättning                     |              | Fresta, Uppland     |       | 59.508701, 18.004692 | 10001900710002 | Ladda upp en bild av detta fornminne      |
| Fresta 72:1                       | Gravfält                         |              | Fresta, Uppland     |       | 59.506922, 17.984496 | 10001900720001 | Ladda upp en bild av detta fornminne      |
| Fresta 74:1                       | Grav- och boplatsområde          |              | Fresta, Uppland     |       | 59.507870, 17.983712 | 10001900740001 | Ladda upp en bild av detta fornminne      |
| Fresta 75:1                       | Gravfält                         |              | Fresta, Uppland     |       | 59.507186, 17.986023 | 10001900750001 | Ladda upp en bild av detta fornminne      |
| Fresta 76:1                       | Stensättning                     |              | Fresta, Uppland     |       | 59.509351, 17.995654 | 10001900760001 | Ladda upp en bild av detta fornminne      |
| Fresta 77:1                       | Stensättning                     |              | Fresta, Uppland     |       | 59.503311, 17.983310 | 10001900770001 | Ladda upp en bild av detta fornminne      |
| Fresta 78:1                       | Gravfält                         |              | Fresta, Uppland     |       | 59.503639, 17.984689 | 10001900780001 | Ladda upp en bild av detta fornminne      |
| U 267 (Fresta 79:1)               | Runristning                      |              | Fresta, Uppland     |       | 59.504396, 17.984741 | 10001900790001 | Ladda upp en till bild av detta fornminne |
| U 268 (Fresta 79:2)               | Runristning                      |              | Fresta, Uppland     |       | 59.504394, 17.984908 | 10001900790002 | Ladda upp en till bild av detta fornminne |
| Fresta 81:1                       | Gravfält                         |              | Fresta, Uppland     |       | 59.505159, 17.979632 | 10001900810001 | Ladda upp en bild av detta fornminne      |
| Fresta 82:1                       | Gravfält                         |              | Fresta, Uppland     |       | 59.504584, 17.981070 | 10001900820001 | Ladda upp en bild av detta fornminne      |
| Fresta 83:3                       | Hög                              |              | Fresta, Uppland     |       | 59.493377, 17.950708 | 10001900830003 | Ladda upp en bild av detta fornminne      |
| Fresta 83:4                       | Stensättning                     |              | Fresta, Uppland     |       | 59.493417, 17.950880 | 10001900830004 | Ladda upp en bild av detta fornminne      |
| Fresta 83:5                       | Stensättning                     |              | Fresta, Uppland     |       | 59.493319, 17.950895 | 10001900830005 | Ladda upp en bild av detta fornminne      |
| Fresta 83:6                       | Hög                              |              | Fresta, Uppland     |       | 59.493339, 17.951027 | 10001900830006 | Ladda upp en bild av detta fornminne      |
| Fresta 84:1                       | Gravfält                         |              | Fresta, Uppland     |       | 59.502009, 17.967322 | 10001900840001 | Ladda upp en bild av detta fornminne      |
| Fresta 85:1                       | Gravfält                         |              | Fresta, Uppland     |       | 59.492141, 17.956614 | 10001900850001 | Ladda upp en bild av detta fornminne      |
| Fresta 87:1                       | Gravfält                         |              | Fresta, Uppland     |       | 59.474214, 17.992552 | 10001900870001 | Ladda upp en bild av detta fornminne      |
| Fresta 89:1                       | Stensättning                     |              | Fresta, Uppland     |       | 59.474744, 17.990034 | 10001900890001 | Ladda upp en bild av detta fornminne      |
| Fresta 90:1                       | Stensättning                     |              | Fresta, Uppland     |       | 59.474913, 17.999122 | 10001900900001 | Ladda upp en bild av detta fornminne      |
| Fresta 92:1                       | Stensättning                     |              | Fresta, Uppland     |       | 59.475180, 17.988633 | 10001900920001 | Ladda upp en bild av detta fornminne      |
| Fresta 100:1                      | Gravfält                         |              | Fresta, Uppland     |       | 59.487338, 17.980681 | 10001901000001 | Ladda upp en bild av detta fornminne      |
| U 271 (Fresta 101:1)              | Runristning                      |              | Fresta, Uppland     |       | 59.514742, 18.006489 | 10001901010001 | Ladda upp en bild av detta fornminne      |
| Fresta 103:1                      | Gravfält                         |              | Fresta, Uppland     |       | 59.519636, 17.977388 | 10001901030001 | Ladda upp en bild av detta fornminne      |
| Fresta 114:1                      | Stensättning                     |              | Fresta, Uppland     |       | 59.513650, 17.979428 | 10001901140001 | Ladda upp en bild av detta fornminne      |
| Fresta 115:1                      | Stensättning                     |              | Fresta, Uppland     |       | 59.512298, 17.977342 | 10001901150001 | Ladda upp en bild av detta fornminne      |
| Fresta 115:2                      | Stensättning                     |              | Fresta, Uppland     |       | 59.511971, 17.977253 | 10001901150002 | Ladda upp en bild av detta fornminne      |
| Fresta 117:2                      | Husgrund, förhistorisk/medeltida |              | Fresta, Uppland     |       | 59.499321, 17.953724 | 10001901170002 | Ladda upp en bild av detta fornminne      |
| Fresta 117:3                      | Husgrund, förhistorisk/medeltida |              | Fresta, Uppland     |       | 59.499297, 17.954269 | 10001901170003 | Ladda upp en bild av detta fornminne      |
| Fresta 123:1                      | Stensättning                     |              | Fresta, Uppland     |       | 59.498191, 17.945318 | 10001901230001 | Ladda upp en bild av detta fornminne      |
| Fresta 125:1                      | Stensättning                     |              | Fresta, Uppland     |       | 59.500325, 17.990689 | 10001901250001 | Ladda upp en bild av detta fornminne      |
| Fresta 132:1                      | Stensättning                     |              | Fresta, Uppland     |       | 59.477178, 17.994401 | 10001901320001 | Ladda upp en bild av detta fornminne      |
| Fresta 135:1                      | Stensättning                     |              | Fresta, Uppland     |       | 59.472007, 17.993396 | 10001901350001 | Ladda upp en bild av detta fornminne      |
| Fresta 135:3                      | Stensättning                     |              | Fresta, Uppland     |       | 59.472004, 17.993202 | 10001901350003 | Ladda upp en bild av detta fornminne      |
| Fresta 136:1                      | Stensättning                     |              | Fresta, Uppland     |       | 59.478034, 17.971182 | 10001901360001 | Ladda upp en bild av detta fornminne      |
| Fresta 172:1                      | Grav- och boplatsområde          |              | Fresta, Uppland     |       | 59.511629, 17.951858 | 10001901720001 | Ladda upp en bild av detta fornminne      |
| Fresta 184:1                      | Stensättning                     |              | Fresta, Uppland     |       | 59.518973, 18.002925 | 10001901840001 | Ladda upp en bild av detta fornminne      |
| Fresta 184:2                      | Stensättning                     |              | Fresta, Uppland     |       | 59.518731, 18.002874 | 10001901840002 | Ladda upp en bild av detta fornminne      |
| Fresta 187:1                      | Stensättning                     |              | Fresta, Uppland     |       | 59.516559, 17.998457 | 10001901870001 | Ladda upp en bild av detta fornminne      |
| Fresta 192:1                      | Stensättning                     |              | Fresta, Uppland     |       | 59.524153, 17.975046 | 10001901920001 | Ladda upp en bild av detta fornminne      |
| Fresta 226:1                      | Gravfält                         |              | Fresta, Uppland     |       | 59.511035, 17.996629 | 10001902260001 | Ladda upp en bild av detta fornminne      |
| Fresta 227:2                      | Stensättning                     |              | Fresta, Uppland     |       | 59.508180, 18.001014 | 10001902270002 | Ladda upp en bild av detta fornminne      |
| Fresta 227:3                      | Stensättning                     |              | Fresta, Uppland     |       | 59.508310, 18.000642 | 10001902270003 | Ladda upp en bild av detta fornminne      |
| Fresta 238:1                      | Stensättning                     |              | Fresta, Uppland     |       | 59.526225, 17.962378 | 10001902380001 | Ladda upp en bild av detta fornminne      |
| Fresta 238:2                      | Stensättning                     |              | Fresta, Uppland     |       | 59.526064, 17.962272 | 10001902380002 | Ladda upp en bild av detta fornminne      |
| Fresta 249:1                      | Stensättning                     |              | Fresta, Uppland     |       | 59.527461, 17.987628 | 10001902490001 | Ladda upp en bild av detta fornminne      |
| Fresta 249:2                      | Stensättning                     |              | Fresta, Uppland     |       | 59.527689, 17.987683 | 10001902490002 | Ladda upp en bild av detta fornminne      |
| Fresta 249:3                      | Stensättning                     |              | Fresta, Uppland     |       | 59.527014, 17.987944 | 10001902490003 | Ladda upp en bild av detta fornminne      |
| Fresta 250:1                      | Stensättning                     |              | Fresta, Uppland     |       | 59.528272, 17.989020 | 10001902500001 | Ladda upp en bild av detta fornminne      |
| Fresta 250:2                      | Stensättning                     |              | Fresta, Uppland     |       | 59.528321, 17.989273 | 10001902500002 | Ladda upp en bild av detta fornminne      |
| Fresta 250:3                      | Stensättning                     |              | Fresta, Uppland     |       | 59.528426, 17.988963 | 10001902500003 | Ladda upp en bild av detta fornminne      |
| Fresta 257:1                      | Stensättning                     |              | Fresta, Uppland     |       | 59.522970, 17.987859 | 10001902570001 | Ladda upp en bild av detta fornminne      |
| Fresta 262:1                      | Stensättning                     |              | Fresta, Uppland     |       | 59.480121, 17.972426 | 10001902620001 | Ladda upp en bild av detta fornminne      |
| Fresta 272:1                      | Stensättning                     |              | Fresta, Uppland     |       | 59.475025, 17.997576 | 10001902720001 | Ladda upp en bild av detta fornminne      |
| Fresta 286                        | Hällristning                     |              | Fresta, Uppland     |       | 59.473137, 17.994657 | 12000000014489 | Ladda upp en bild av detta fornminne      |
| Fresta 288                        | Grav- och boplatsområde          |              | Fresta, Uppland     |       | 59.521722, 17.950247 | 12000000046683 | Ladda upp en bild av detta fornminne      |
| Fresta 316                        | Stensättning                     |              | Fresta, Uppland     |       | 59.475709, 17.991083 | 12000000091102 | Ladda upp en bild av detta fornminne      |
| Fresta 326                        | Lägenhetsbebyggelse              |              | Fresta, Uppland     |       | 59.481395, 17.979199 | 12000000119662 | Ladda upp en bild av detta fornminne      |
| Fresta 327                        | Stensättning                     |              | Fresta, Uppland     |       | 59.476187, 17.986215 | 12000000119663 | Ladda upp en bild av detta fornminne      |
| Fresta 330                        | Stensättning                     |              | Fresta, Uppland     |       | 59.505168, 17.967918 | 12000000124116 | Ladda upp en bild av detta fornminne      |
| Fresta 332                        | Röse                             |              | Fresta, Uppland     |       | 59.504477, 17.968160 | 12000000124118 | Ladda upp en bild av detta fornminne      |
| Fresta 333                        | Stensättning                     |              | Fresta, Uppland     |       | 59.505105, 17.967677 | 12000000124119 | Ladda upp en bild av detta fornminne      |

## Hammarby
| Namn                                   | Lämningstyp             | Tillkomsttid | Historisk indelning | Plats | Läge                 | ID-nr          | Bild                                      |
| -------------------------------------- | ----------------------- | ------------ | ------------------- | ----- | -------------------- | -------------- | ----------------------------------------- |
| Hammarby 1:1                           | Stensättning            |              | Hammarby, Uppland   |       | 59.514927, 17.903070 | 10002800010001 | Ladda upp en bild av detta fornminne      |
| Hammarby 2:1                           | Stensättning            |              | Hammarby, Uppland   |       | 59.514897, 17.905991 | 10002800020001 | Ladda upp en bild av detta fornminne      |
| U 293 (Hammarby 3:1)                   | Runristning             |              | Hammarby, Uppland   |       | 59.514073, 17.905160 | 10002800030001 | Ladda upp en till bild av detta fornminne |
| Hammarby 4:1                           | Gravfält                |              | Hammarby, Uppland   |       | 59.513949, 17.904697 | 10002800040001 | Ladda upp en bild av detta fornminne      |
| Hammarby 5:1                           | Stensättning            |              | Hammarby, Uppland   |       | 59.513445, 17.900257 | 10002800050001 | Ladda upp en bild av detta fornminne      |
| Hammarby 9:1                           | Gravfält                |              | Hammarby, Uppland   |       | 59.507797, 17.904903 | 10002800090001 | Ladda upp en bild av detta fornminne      |
| U 281 (Hammarby 10:1)                  | Runristning             |              | Hammarby, Uppland   |       | 59.507467, 17.904377 | 10002800100001 | Ladda upp en till bild av detta fornminne |
| U 280 (Hammarby 11:1)                  | Runristning             |              | Hammarby, Uppland   |       | 59.507616, 17.903737 | 10002800110001 | Ladda upp en till bild av detta fornminne |
| U 281B (Hammarby 11:2)                 | Runristning             |              | Hammarby, Uppland   |       | 59.507520, 17.903946 | 10002800110002 | Ladda upp en bild av detta fornminne      |
| Hammarby 12:1                          | Stensättning            |              | Hammarby, Uppland   |       | 59.507319, 17.905986 | 10002800120001 | Ladda upp en bild av detta fornminne      |
| Hammarby 13:1                          | Gravfält                |              | Hammarby, Uppland   |       | 59.508407, 17.907616 | 10002800130001 | Ladda upp en bild av detta fornminne      |
| Hammarby 15:1                          | Röse                    |              | Hammarby, Uppland   |       | 59.512675, 17.902712 | 10002800150001 | Ladda upp en bild av detta fornminne      |
| Hammarby 15:2                          | Stensättning            |              | Hammarby, Uppland   |       | 59.512546, 17.902796 | 10002800150002 | Ladda upp en bild av detta fornminne      |
| U 294 (Hammarby 16:1)                  | Runristning             |              | Hammarby, Uppland   |       | 59.512219, 17.906810 | 10002800160001 | Ladda upp en till bild av detta fornminne |
| Hammarby 20:1                          | Gravfält                |              | Hammarby, Uppland   |       | 59.510289, 17.912265 | 10002800200001 | Ladda upp en bild av detta fornminne      |
| Hammarby 21:1                          | Stensättning            |              | Hammarby, Uppland   |       | 59.509275, 17.911576 | 10002800210001 | Ladda upp en bild av detta fornminne      |
| Hammarby 32:1                          | Gravfält                |              | Hammarby, Uppland   |       | 59.521963, 17.922537 | 10002800320001 | Ladda upp en bild av detta fornminne      |
| U 292 (Hammarby 33:1)                  | Runristning             |              | Hammarby, Uppland   |       | 59.521101, 17.913450 | 10002800330001 | Ladda upp en bild av detta fornminne      |
| Hammarby 34:1                          | Hög                     |              | Hammarby, Uppland   |       | 59.522801, 17.928870 | 10002800340001 | Ladda upp en bild av detta fornminne      |
| Hammarby 35:1                          | Gravfält                |              | Hammarby, Uppland   |       | 59.521752, 17.929425 | 10002800350001 | Ladda upp en bild av detta fornminne      |
| Hammarby 36:1                          | Stensättning            |              | Hammarby, Uppland   |       | 59.525190, 17.939762 | 10002800360001 | Ladda upp en bild av detta fornminne      |
| Hammarby 36:3                          | Stensättning            |              | Hammarby, Uppland   |       | 59.525004, 17.939607 | 10002800360003 | Ladda upp en bild av detta fornminne      |
| Hammarby 37:1                          | Stensättning            |              | Hammarby, Uppland   |       | 59.522046, 17.934693 | 10002800370001 | Ladda upp en bild av detta fornminne      |
| Hammarby 38:1                          | Stensättning            |              | Hammarby, Uppland   |       | 59.513620, 17.933923 | 10002800380001 | Ladda upp en bild av detta fornminne      |
| Hammarby 38:2                          | Stensättning            |              | Hammarby, Uppland   |       | 59.513248, 17.933831 | 10002800380002 | Ladda upp en bild av detta fornminne      |
| Hammarby 38:3                          | Stensättning            |              | Hammarby, Uppland   |       | 59.513696, 17.933527 | 10002800380003 | Ladda upp en bild av detta fornminne      |
| Hammarby 39:1                          | Gravfält                |              | Hammarby, Uppland   |       | 59.514006, 17.932831 | 10002800390001 | Ladda upp en bild av detta fornminne      |
| Hammarby 40:1                          | Hög                     |              | Hammarby, Uppland   |       | 59.510087, 17.932401 | 10002800400001 | Ladda upp en bild av detta fornminne      |
| Hammarby 40:2                          | Stensättning            |              | Hammarby, Uppland   |       | 59.510140, 17.932616 | 10002800400002 | Ladda upp en bild av detta fornminne      |
| Hammarby 43:1                          | Stensättning            |              | Hammarby, Uppland   |       | 59.527048, 17.924137 | 10002800430001 | Ladda upp en bild av detta fornminne      |
| Hammarby 43:2                          | Stensättning            |              | Hammarby, Uppland   |       | 59.527024, 17.924402 | 10002800430002 | Ladda upp en bild av detta fornminne      |
| U 277 (Hammarby 44:1)                  | Runristning             |              | Hammarby, Uppland   |       | 59.528627, 17.924727 | 10002800440001 | Ladda upp en till bild av detta fornminne |
| Hammarby 46:1                          | Röse                    |              | Hammarby, Uppland   |       | 59.531787, 17.913742 | 10002800460001 | Ladda upp en bild av detta fornminne      |
| Hammarby 47:1                          | Hög                     |              | Hammarby, Uppland   |       | 59.533908, 17.913753 | 10002800470001 | Ladda upp en bild av detta fornminne      |
| Hammarby 47:2                          | Stensättning            |              | Hammarby, Uppland   |       | 59.533783, 17.914050 | 10002800470002 | Ladda upp en bild av detta fornminne      |
| Hammarby 48:1                          | Gravfält                |              | Hammarby, Uppland   |       | 59.532980, 17.911032 | 10002800480001 | Ladda upp en bild av detta fornminne      |
| Hammarby 49:3                          | Stensättning            |              | Hammarby, Uppland   |       | 59.526355, 17.913354 | 10002800490003 | Ladda upp en bild av detta fornminne      |
| Hammarby 51:1                          | Röse                    |              | Hammarby, Uppland   |       | 59.538004, 17.904208 | 10002800510001 | Ladda upp en bild av detta fornminne      |
| Hammarby 51:2                          | Röse                    |              | Hammarby, Uppland   |       | 59.537843, 17.904465 | 10002800510002 | Ladda upp en bild av detta fornminne      |
| Hammarby 52:1                          | Stensättning            |              | Hammarby, Uppland   |       | 59.536508, 17.905490 | 10002800520001 | Ladda upp en bild av detta fornminne      |
| Hammarby 52:2                          | Stensättning            |              | Hammarby, Uppland   |       | 59.536616, 17.905257 | 10002800520002 | Ladda upp en bild av detta fornminne      |
| Hammarby 54:1                          | Gravfält                |              | Hammarby, Uppland   |       | 59.537611, 17.915655 | 10002800540001 | Ladda upp en bild av detta fornminne      |
| U 276 (Hammarby 55:1)                  | Runristning             |              | Hammarby, Uppland   |       | 59.539140, 17.916595 | 10002800550001 | Ladda upp en till bild av detta fornminne |
| Hammarby 58:1                          | Gravfält                |              | Hammarby, Uppland   |       | 59.532226, 17.922657 | 10002800580001 | Ladda upp en bild av detta fornminne      |
| U 273 (Hammarby 59:1)                  | Runristning             |              | Hammarby, Uppland   |       | 59.537777, 17.924332 | 10002800590001 | Ladda upp en till bild av detta fornminne |
| U 272 (Hammarby 60:1)                  | Runristning             |              | Hammarby, Uppland   |       | 59.537559, 17.923450 | 10002800600001 | Ladda upp en till bild av detta fornminne |
| Hammarby 61:1                          | Fornborg                |              | Hammarby, Uppland   |       | 59.551918, 17.882393 | 10002800610001 | Ladda upp en bild av detta fornminne      |
| U 286 (Hammarby 63:1)                  | Runristning             |              | Hammarby, Uppland   |       | 59.553108, 17.922560 | 10002800630001 | Ladda upp en bild av detta fornminne      |
| U 285 (Hammarby 64:1)                  | Runristning             |              | Hammarby, Uppland   |       | 59.553058, 17.930204 | 10002800640001 | Ladda upp en bild av detta fornminne      |
| Udden Lerhusudden (ek) (Hammarby 66:1) | Husgrund, historisk tid |              | Hammarby, Uppland   |       | 59.559131, 17.933929 | 10002800660001 | Ladda upp en bild av detta fornminne      |
| U 284 (Hammarby 67:1)                  | Runristning             |              | Hammarby, Uppland   |       | 59.556433, 17.937772 | 10002800670001 | Ladda upp en bild av detta fornminne      |
| Hammarby 68:1                          | Stensättning            |              | Hammarby, Uppland   |       | 59.551876, 17.938630 | 10002800680001 | Ladda upp en bild av detta fornminne      |
| Hammarby 70:1                          | Gravfält                |              | Hammarby, Uppland   |       | 59.553102, 17.940828 | 10002800700001 | Ladda upp en bild av detta fornminne      |
| Hammarby 75:1                          | Röse                    |              | Hammarby, Uppland   |       | 59.550068, 17.945547 | 10002800750001 | Ladda upp en bild av detta fornminne      |
| Hammarby 76:1                          | Stensättning            |              | Hammarby, Uppland   |       | 59.549526, 17.944603 | 10002800760001 | Ladda upp en bild av detta fornminne      |
| Hammarby 78:1                          | Stensättning            |              | Hammarby, Uppland   |       | 59.549729, 17.942157 | 10002800780001 | Ladda upp en bild av detta fornminne      |
| Hammarby 80:1                          | Röse                    |              | Hammarby, Uppland   |       | 59.549426, 17.946950 | 10002800800001 | Ladda upp en bild av detta fornminne      |
| Hammarby 80:2                          | Röse                    |              | Hammarby, Uppland   |       | 59.549265, 17.946846 | 10002800800002 | Ladda upp en bild av detta fornminne      |
| Hammarby 80:3                          | Röse                    |              | Hammarby, Uppland   |       | 59.549114, 17.946841 | 10002800800003 | Ladda upp en bild av detta fornminne      |
| Hammarby 82:1                          | Stensättning            |              | Hammarby, Uppland   |       | 59.549741, 17.953193 | 10002800820001 | Ladda upp en bild av detta fornminne      |
| Hammarby 83:1                          | Gravfält                |              | Hammarby, Uppland   |       | 59.550428, 17.956319 | 10002800830001 | Ladda upp en bild av detta fornminne      |
| Hammarby 83:2                          | Stensättning            |              | Hammarby, Uppland   |       | 59.550745, 17.956192 | 10002800830002 | Ladda upp en bild av detta fornminne      |
| Hammarby 84:1                          | Gravfält                |              | Hammarby, Uppland   |       | 59.553026, 17.956007 | 10002800840001 | Ladda upp en bild av detta fornminne      |
| Hammarby 86:1                          | Gravfält                |              | Hammarby, Uppland   |       | 59.549407, 17.963377 | 10002800860001 | Ladda upp en bild av detta fornminne      |
| Hammarby 87:1                          | Gravfält                |              | Hammarby, Uppland   |       | 59.548566, 17.961869 | 10002800870001 | Ladda upp en bild av detta fornminne      |
| Hammarby 88:1                          | Röse                    |              | Hammarby, Uppland   |       | 59.542196, 17.960271 | 10002800880001 | Ladda upp en bild av detta fornminne      |
| Hammarby 89:1                          | Röse                    |              | Hammarby, Uppland   |       | 59.544616, 17.966360 | 10002800890001 | Ladda upp en bild av detta fornminne      |
| Hammarby 92:1                          | Stensättning            |              | Hammarby, Uppland   |       | 59.541238, 17.968246 | 10002800920001 | Ladda upp en bild av detta fornminne      |
| Hammarby 93:1                          | Gravfält                |              | Hammarby, Uppland   |       | 59.539989, 17.966907 | 10002800930001 | Ladda upp en bild av detta fornminne      |
| Hammarby 94:1                          | Gravfält                |              | Hammarby, Uppland   |       | 59.536709, 17.961387 | 10002800940001 | Ladda upp en bild av detta fornminne      |
| Hammarby 95:1                          | Hög                     |              | Hammarby, Uppland   |       | 59.534549, 17.931639 | 10002800950001 | Ladda upp en bild av detta fornminne      |
| Hammarby 96:1                          | Hög                     |              | Hammarby, Uppland   |       | 59.535231, 17.931610 | 10002800960001 | Ladda upp en bild av detta fornminne      |
| Hammarby 100:1                         | Gravfält                |              | Hammarby, Uppland   |       | 59.546802, 17.945160 | 10002801000001 | Ladda upp en bild av detta fornminne      |
| Hammarby 101:1                         | Gravfält                |              | Hammarby, Uppland   |       | 59.546692, 17.946557 | 10002801010001 | Ladda upp en bild av detta fornminne      |
| U 287 (Hammarby 106:1)                 | Runristning             |              | Hammarby, Uppland   |       | 59.538312, 17.933956 | 10002801060001 | Ladda upp en till bild av detta fornminne |
| U 288 (Hammarby 109:1)                 | Runristning             |              | Hammarby, Uppland   |       | 59.535497, 17.932369 | 10002801090001 | Ladda upp en till bild av detta fornminne |
| Hammarby 111:1                         | Gravfält                |              | Hammarby, Uppland   |       | 59.539742, 17.939128 | 10002801110001 | Ladda upp en bild av detta fornminne      |
| Hammarby 113:1                         | Stensättning            |              | Hammarby, Uppland   |       | 59.536730, 17.947257 | 10002801130001 | Ladda upp en bild av detta fornminne      |
| Hammarby 113:2                         | Stensättning            |              | Hammarby, Uppland   |       | 59.536727, 17.947441 | 10002801130002 | Ladda upp en bild av detta fornminne      |
| Hammarby 114:1                         | Grav- och boplatsområde |              | Hammarby, Uppland   |       | 59.535756, 17.952555 | 10002801140001 | Ladda upp en bild av detta fornminne      |
| Hammarby 115:1                         | Röse                    |              | Hammarby, Uppland   |       | 59.534839, 17.950418 | 10002801150001 | Ladda upp en bild av detta fornminne      |
| Hammarby 115:2                         | Röse                    |              | Hammarby, Uppland   |       | 59.534713, 17.950551 | 10002801150002 | Ladda upp en bild av detta fornminne      |
| Hammarby 116:1                         | Gravfält                |              | Hammarby, Uppland   |       | 59.538071, 17.946548 | 10002801160001 | Ladda upp en bild av detta fornminne      |
| Hammarby 117:1                         | Stensättning            |              | Hammarby, Uppland   |       | 59.536190, 17.944862 | 10002801170001 | Ladda upp en bild av detta fornminne      |
| Hammarby 117:2                         | Stensättning            |              | Hammarby, Uppland   |       | 59.536195, 17.945127 | 10002801170002 | Ladda upp en bild av detta fornminne      |
| Hammarby 118:1                         | Gravfält                |              | Hammarby, Uppland   |       | 59.538619, 17.943582 | 10002801180001 | Ladda upp en bild av detta fornminne      |
| Hammarby 119:1                         | Stensättning            |              | Hammarby, Uppland   |       | 59.537505, 17.942948 | 10002801190001 | Ladda upp en bild av detta fornminne      |
| U 289 (Hammarby 120:1)                 | Runristning             |              | Hammarby, Uppland   |       | 59.531665, 17.931898 | 10002801200001 | Ladda upp en till bild av detta fornminne |
| Hammarby 121:1                         | Gravfält                |              | Hammarby, Uppland   |       | 59.531215, 17.932938 | 10002801210001 | Ladda upp en bild av detta fornminne      |
| Hammarby 122:1                         | Hög                     |              | Hammarby, Uppland   |       | 59.529722, 17.934128 | 10002801220001 | Ladda upp en bild av detta fornminne      |
| U 279 (Hammarby 123:1)                 | Runristning             |              | Hammarby, Uppland   |       | 59.529938, 17.933335 | 10002801230001 | Ladda upp en till bild av detta fornminne |
| Hammarby 124:1                         | Gravfält                |              | Hammarby, Uppland   |       | 59.528751, 17.933880 | 10002801240001 | Ladda upp en bild av detta fornminne      |
| Hammarby 127:1                         | Hög                     |              | Hammarby, Uppland   |       | 59.530254, 17.939130 | 10002801270001 | Ladda upp en bild av detta fornminne      |
| Hammarby 127:2                         | Stensättning            |              | Hammarby, Uppland   |       | 59.530063, 17.939112 | 10002801270002 | Ladda upp en bild av detta fornminne      |
| Hammarby 127:3                         | Stensättning            |              | Hammarby, Uppland   |       | 59.530151, 17.939356 | 10002801270003 | Ladda upp en bild av detta fornminne      |
| U 275 (Hammarby 128:1)                 | Runristning             |              | Hammarby, Uppland   |       | 59.528126, 17.940753 | 10002801280001 | Ladda upp en till bild av detta fornminne |
| Hammarby 129:1                         | Gravfält                |              | Hammarby, Uppland   |       | 59.529050, 17.942011 | 10002801290001 | Ladda upp en bild av detta fornminne      |
| Hammarby 132:1                         | Stensättning            |              | Hammarby, Uppland   |       | 59.531380, 17.967080 | 10002801320001 | Ladda upp en bild av detta fornminne      |
| Hammarby 134:1                         | Stensättning            |              | Hammarby, Uppland   |       | 59.535072, 17.951219 | 10002801340001 | Ladda upp en bild av detta fornminne      |
| Hammarby 135:1                         | Grav- och boplatsområde |              | Hammarby, Uppland   |       | 59.546584, 17.947452 | 10002801350001 | Ladda upp en bild av detta fornminne      |
| Hammarby 137:1                         | Gravfält                |              | Hammarby, Uppland   |       | 59.548144, 17.964051 | 10002801370001 | Ladda upp en bild av detta fornminne      |
| Hammarby 142:1                         | Gravfält                |              | Hammarby, Uppland   |       | 59.542125, 17.974873 | 10002801420001 | Ladda upp en bild av detta fornminne      |
| Hammarby 147:1                         | Grav- och boplatsområde |              | Hammarby, Uppland   |       | 59.537936, 17.919871 | 10002801470001 | Ladda upp en bild av detta fornminne      |
| U Fv1972;172 (Hammarby 154:1)          | Runristning             |              | Hammarby, Uppland   |       | 59.513239, 17.905409 | 10002801540001 | Ladda upp en till bild av detta fornminne |
| Hammarby 155:1                         | Röse                    |              | Hammarby, Uppland   |       | 59.533716, 17.949369 | 10002801550001 | Ladda upp en bild av detta fornminne      |
| Hammarby 174:1                         | Hällristning            |              | Hammarby, Uppland   |       | 59.539070, 17.975710 | 10002801740001 | Ladda upp en bild av detta fornminne      |
| U 291 (Hammarby 178:1)                 | Runristning             |              | Hammarby, Uppland   |       | 59.535065, 17.938611 | 10002801780001 | Ladda upp en bild av detta fornminne      |
| Hammarby 179:1                         | Stensättning            |              | Hammarby, Uppland   |       | 59.553057, 17.939039 | 10002801790001 | Ladda upp en bild av detta fornminne      |
| Hammarby 185:1                         | Hög                     |              | Hammarby, Uppland   |       | 59.531691, 17.950307 | 10002801850001 | Ladda upp en bild av detta fornminne      |
| U Fv1959;188 (Hammarby 187:1)          | Runristning             |              | Hammarby, Uppland   |       | 59.539698, 17.916799 | 10002801870001 | Ladda upp en bild av detta fornminne      |
| Hammarby 192:1                         | Stensättning            |              | Hammarby, Uppland   |       | 59.555007, 17.946474 | 10002801920001 | Ladda upp en bild av detta fornminne      |
| Hammarby 198:1                         | Stensättning            |              | Hammarby, Uppland   |       | 59.526187, 17.940483 | 10002801980001 | Ladda upp en bild av detta fornminne      |
| Hammarby 203:2                         | Stensättning            |              | Hammarby, Uppland   |       | 59.515334, 17.905938 | 10002802030002 | Ladda upp en bild av detta fornminne      |
| Hammarby 209:1                         | Stensättning            |              | Hammarby, Uppland   |       | 59.517986, 17.932713 | 10002802090001 | Ladda upp en bild av detta fornminne      |
| Hammarby 209:2                         | Stensättning            |              | Hammarby, Uppland   |       | 59.518164, 17.933210 | 10002802090002 | Ladda upp en bild av detta fornminne      |
| Hammarby 210:1                         | Stensättning            |              | Hammarby, Uppland   |       | 59.532284, 17.947109 | 10002802100001 | Ladda upp en bild av detta fornminne      |
| Hammarby 214:1                         | Gravfält                |              | Hammarby, Uppland   |       | 59.521333, 17.942064 | 10002802140001 | Ladda upp en bild av detta fornminne      |
| Eggeby torp (Hammarby 226:1)           | Lägenhetsbebyggelse     |              | Hammarby, Uppland   |       | 59.537093, 17.957156 | 10002802260001 | Ladda upp en bild av detta fornminne      |
| Hammarby 246:1                         | Stensättning            |              | Hammarby, Uppland   |       | 59.540269, 17.953340 | 10002802460001 | Ladda upp en bild av detta fornminne      |
| Hammarby 272:1                         | Röse                    |              | Hammarby, Uppland   |       | 59.510461, 17.909334 | 10002802720001 | Ladda upp en bild av detta fornminne      |
| Hammarby 284:1                         | Stensättning            |              | Hammarby, Uppland   |       | 59.529051, 17.917322 | 10002802840001 | Ladda upp en bild av detta fornminne      |
| Hammarby 284:2                         | Stensättning            |              | Hammarby, Uppland   |       | 59.528950, 17.917365 | 10002802840002 | Ladda upp en bild av detta fornminne      |
| Hammarby 287:1                         | Stensättning            |              | Hammarby, Uppland   |       | 59.532857, 17.916892 | 10002802870001 | Ladda upp en bild av detta fornminne      |
| Hammarby 290:1                         | Stensättning            |              | Hammarby, Uppland   |       | 59.523576, 17.910948 | 10002802900001 | Ladda upp en bild av detta fornminne      |
| Hammarby 294:1                         | Gravfält                |              | Hammarby, Uppland   |       | 59.535156, 17.944671 | 10002802940001 | Ladda upp en bild av detta fornminne      |
| Hammarby 314:1                         | Stensättning            |              | Hammarby, Uppland   |       | 59.531536, 17.958898 | 10002803140001 | Ladda upp en bild av detta fornminne      |
| U Fv1993;233 (Hammarby 317)            | Runristning             |              | Hammarby, Uppland   |       | 59.537498, 17.924430 | 12000000055439 | Ladda upp en bild av detta fornminne      |
| Ed 111:1                               | Gravfält                |              | Hammarby, Uppland   |       | 59.502740, 17.911977 | 10001201110001 | Ladda upp en bild av detta fornminne      |

## Sollentuna
| Namn             | Lämningstyp  | Tillkomsttid | Historisk indelning | Plats | Läge                 | ID-nr          | Bild                                 |
| ---------------- | ------------ | ------------ | ------------------- | ----- | -------------------- | -------------- | ------------------------------------ |
| Sollentuna 204:1 | Stensättning |              | Sollentuna, Uppland |       | 59.488031, 17.865966 | 10008702040001 | Ladda upp en bild av detta fornminne |